# 南澳美術館
南澳美術館（英語：Art Gallery of South Australia，縮寫：AGSA）是一座坐落於澳大利亞南澳州阿德萊德北臺地的美術館，為南澳大利亞州最重要的美術館之一，亦是繼維多利亞國家美術館後，澳大利亞第二大美術館，有逾35,000件藝術藏品。1967年取現名。
南澳美術館靠近南澳洲州立圖書館、南澳大利亞博物館和阿德萊德大學，每年都會舉行展覽會，並且向周圍的美術館提供巡迴展出品。

## 歷史
南澳美術館始建於1881年，由阿爾伯特·維克托親王和喬治親王（即後來的英王喬治五世）在公共圖書館的兩個房間里開設。現在的建築建於1900年，1936年和1962年兩度擴建。

## 館藏
南澳美術館一起收藏的眾多澳大利亞藝術品而聞名，包括澳大利亞原住民、澳大利亞殖民時期、英國和日本藝術品。
其重要藏品包括：海德堡畫派諸如湯姆·羅伯茨的《A break away!》、查理斯·康德的《A holiday at Mentone》和阿瑟斯·特利通的《Road to Templestowe》等作品。雅各布·伊薩克松·范勒伊斯達爾、所羅門·馮·羅斯戴爾和約瑟夫·懷特等人的歐洲風景畫。安東尼·范·戴克、彼得·萊利和托馬斯·庚斯博羅的肖像畫。奧古斯特·羅丹、亨利·摩爾、芭芭拉·赫普沃斯和雅各布·愛潑斯坦的雕塑以及弗朗西斯科·戈雅、讓-巴蒂斯·卡米耶·柯洛和卡米爾·柯羅的作品。

## 外部連結
- 南澳美術館（页面存档备份，存于）
- Artabase上的南澳美術館（页面存档备份，存于）

Template:阿德萊德地標